# Vincent Dufour
Vincent Dufour (24 mei 1968) is een Frans voetbaltrainer. Hij was onder andere trainer bij KSK Beveren.

## Carrière

### Spelerscarrière
- 1976-1980 Saint-Maurice-Montcouronne
- 1980-1982 Paris UC
- 1982-1984 Stade Rennais
- 1984-1988 Morangis
- 1994-1995 Viry-Châtillon
- 1995-1996 Haguneau
- 1996-01/1997 Lucé
- 01/1997-1997 Fontainebleau

## Trainerscarrière
- 1997-1998 Fontainebleau
- 1998-1999 SO Romorantinais (assistent-trainer)
- 1999-2004 Romorantin (hoofdtrainer)
- 2004-01/2005 Chamois Niortais FC
- 2005-03/2006 KSK Beveren